# Cucullanus longispiculum
Cucullanus longispiculum is een rondwormensoort uit de familie van de Cucullanidae. De wetenschappelijke naam van de soort is voor het eerst geldig gepubliceerd in 1973 door De Oliveira Rodrigues, Carvalho Varela, Sodre' Rodrigues & Cristofaro.